# Timàlia cap-ratllada
La timàlia cap-ratllada (Stachyris nigriceps) és un ocell de la família dels timàlids (Timaliidae).

## Hàbitat i distribució
Viu entre la malesa del bosc i clars, a les muntanyes des de l'Índia oriental, centre de Nepal cap a l'est fins Arunachal Pradesh, cap al sud al sud-est de Bangladesh, Mizoram, Manipur i Nagaland, Myanmar i sud-oest de la Xina a l'oest i sud-est de Yunnan i sud-oest de Kwangsi, cap al sud, a través del nord-oest de Tailàndia, Laos, nord i centre del Vietnam a l'oest de Tonquín i Annam, Malaia, Sumatra, Arxipèlag Lingga, Borneo i nord de les illes Natuna.